# 코끼리로 으깨기

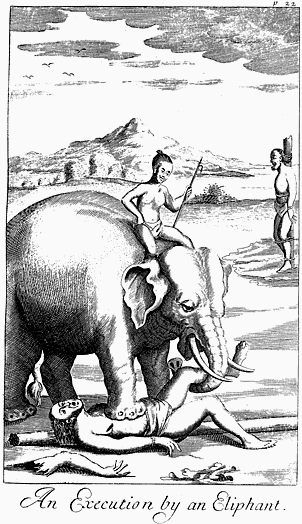
실론에서 코끼리가 한 죄수의 사지를 잡아뜯고 있다. 로버트 녹스의 An Historical Relation of the Island Ceylon(1681년)에 실려 있는 삽화.

코끼리로 으깨기(페르시아어: زير پى ِپيل افكندن, 문자적 의미는 “코끼리의 다리 아래 밀어 넣다”임.)는 남아시아(특히 인도), 동남아시아에서 수천년 동안 사용된 보편적인 사형 집행법이었다. 주로 아시아코끼리가 공개 처형장에서 사형수를 으깨고, 사지를 뜯어내고, 고문하는 데 사용되었다. 사형 집행에 사용된 동물은 철저하게 훈련되었기 때문에, 조련사의 의도대로 죄수의 목숨을 즉시 끊거나 혹은 더 오랜 시간 동안 고통을 느끼도록 천천히 고통을 줄 수 있었다. 사형 집행용 코끼리는 통치자의 절대권력 및 야생동물을 맘대로 부릴 수 있는 힘을 민중에게 과시하는 역할도 했다.
사형 집행에 코끼리를 이용하는 것은 유럽 여행가에게 공포 및 호기심을 동시에 안겨주었으며, 수많은 여행가가 아시아의 풍물을 수록한 자신의 기행문에 이 사형법을 기록했다. 코끼리를 이용한 형 집행은 18~19세기 이 지역을 유럽 열강이 식민지로 삼으면서 결국 자취를 감추게 되었다. 원래는 아시아에서 쓰던 방법이었지만, 로마 제국 및 카르타고는 반란죄를 지은 군인을 처형하는 데 이 방법을 차용하기도 했으며, 특히 기원전 240년 벌어진 용병 전쟁에서 대대적으로 시행되었다.